# Berufsausbildungsgesetz
Das österreichische Berufsausbildungsgesetz (BAG) regelt den betrieblichen Teil der Lehrausbildung. Es enthält die grundlegenden rechtlichen Bestimmungen, die für die berufliche Ausbildung in der Lehre erlassen wurden.

## Lehrling, Lehrberechtigte, Ausbilder
Lehrlinge sind Personen, die auf Grund eines Lehrvertrages zur Erlernung eines in der Lehrberufsliste angeführten Lehrberufes durch einen Lehrberechtigten fachlich ausgebildet und im Rahmen dieser Ausbildung verwendet werden. Der Lehrberechtigte im Sinne dieses Bundesgesetzes ist eine natürliche Person oder eine juristische Person, sowie Personengesellschaften des Handelsrechtes. Ist der Lehrberechtigte Inhaber eines Gewerbes ist ein Nachweis zur Befähigung zur Ausbildung von Lehrlingen vorzuweisen. Der Lehrberechtigte hat die Möglichkeit, einen Ausbilder mit der Ausbildung von Lehrlingen zu betrauen, sofern dieser die Anforderungen zur Lehrlingsausbildung erfüllt und sich im Lehrbetrieb entsprechend betätigt. Werden in einem Betrieb erstmals Lehrlinge in einem bestimmten Lehrberuf ausgebildet, hat die Lehrlingsstelle festzustellen, ob die Voraussetzungen für diesen Lehrberuf vorliegen.

## Lehrberufe
Lehrberufe sind jene Tätigkeiten, die alle oder einzelne Teile der Bestimmungen der Gewerbeordnung entsprechen, sowie geeignet sind, im Wirtschaftsleben den Gegenstand eines Berufes zu bilden und deren sachgemäße Erlernung mindestens zwei Jahre erfordert.
In der Regel beträgt die Dauer der Lehrzeit drei Jahre und darf innerhalb eines Zeitraumes von zwei bis höchstens vier Jahren nur in ganzen oder halben Jahren festgesetzt werden. Maßgebend für die Festsetzung der Dauer der Lehrzeit eines Lehrberufes sind der Schwierigkeitsgrad der Ausbildung, der zu erlernenden Fertigkeiten und Kenntnisse, sowie die Anforderungen, die die Berufsausübung stellt. Werden gleichzeitig zwei Lehrberufe ausgeübt, beträgt die Dauer der Gesamtlehrzeit die Hälfte der Gesamtdauer der beiden festgesetzten Lehrzeiten, vermehrt um ein Jahr. Jedoch darf die gesamte Lehrzeit vier Jahre nicht überschreiten. Werden verwandte Lehrberufe erlernt, ist die Dauer gegenseitig anrechenbar.

## Ausbildungsvorschriften
Das Bundesministerium für Wirtschaft, Familie und Jugend hat für jeden Lehrberuf Ausbildungsvorschriften festgelegt, welche Berufsbilder zu enthalten haben. Diese Berufsbilder sind entsprechend den dem Lehrberuf eigentümlichen Arbeiten und den zur Ausübung dieser Tätigkeit erforderlichen Hilfsverrichtungen festgelegt und sind nach Lehrjahren gegliedert. Die Ausbildungsvorschriften können für bestimmte Lehrberufe zusätzliche Schwerpunkte enthalten.
Ein modularer Lehrberuf besteht aus einem Grundmodul, einem Hauptmodul und zumindest einem Spezialmodul. Hier hat das Grundmodul die Fertigkeiten und Kenntnisse zu enthalten, die den dem Lehrberuf eigentümlichen Tätigkeiten und Arbeiten entsprechen. Zur Sicherung einer sachgemäßen Ausbildung von Lehrlingen müssen folgende Verhältniszahlen eingehalten werden: 
- Eine fachlich einschlägig ausgebildete Person für zwei Lehrlinge und
- für jede weitere fachlich einschlägig ausgebildete Person je ein weiterer Lehrling.

Weiter muss auf je fünf Lehrlinge zumindest ein Ausbilder, der nicht ausschließlich mit Ausbildungsaufgaben betraut ist und auf je 15 Lehrlinge zumindest ein Ausbilder, der ausschließlich mit Ausbildungsaufgaben betraut ist, entfallen.

## Integrative Berufsausbildung
Zur Verbesserung der Eingliederung von benachteiligten Personen mit persönlichen Vermittlungshindernissen besteht die Möglichkeit am Beginn oder im Laufe des Lehrverhältnisses im Lehrvertrag eine längere Lehrzeit zu vereinbaren. Allerdings kann die Lehrzeit um höchstens ein Jahr, in Ausnahmefällen um bis zu zwei Jahre verlängert werden. Im Ausbildungsvertrag kann für Personen mit persönlichen Vermittlungshindernissen eine Teilqualifikation festgelegt werden. Für diese Form der Ausbildung kommen Personen in Betracht, die das Arbeitsmarktservice nicht in ein Lehrverhältnis als Lehrling vermitteln konnte und auf die eine der folgenden Voraussetzungen zutrifft: 
- Personen, die am Ende der Pflichtschule sonderpädagogischen Förderbedarf hatten und zumindest teilweise nach dem Lehrplan einer Sonderschule unterrichtet wurden, oder
- ohne Hauptschulabschluss bzw. mit negativem Hauptschulabschluss, oder
- Personen, von denen im Rahmen einer Berufsorientierungsmaßnahme oder auf Grund einer nicht erfolgreichen Vermittlung in ein Lehrverhältnis angenommen werden muss, dass für sie aus ausschließlich in der Person gelegenen Gründen in absehbarer Zeit keine Lehrstelle gefunden werden kann.

Im Rahmen einer integrativen Berufsausbildung ist das Ausbildungsverhältnis durch die Berufsausbildungsassistenz zu begleiten und zu unterstützen.

## Pflichten des Lehrberechtigten
- Der Lehrberechtigte hat für die Ausbildung des Lehrlings zu sorgen und ihn unter Bedachtnahme auf die Ausbildungsvorschriften des Lehrberufes selbst zu unterweisen oder durch geeignete Personen unterweisen zu lassen.

- Der Lehrberechtigte hat den Lehrling nur zu solchen Tätigkeiten heranzuziehen, die mit dem Wesen der Ausbildung vereinbar sind und dem Lehrling dürfen keine Aufgaben zugewiesen werden, die seine Kräfte übersteigen.

- Der Lehrberechtigte hat den Lehrling zur ordnungsgemäßen Erfüllung seiner Aufgaben und zu verantwortungsbewusstem Verhalten anzuleiten.

- Der Lehrberechtigte muss die Eltern oder sonstige Erziehungsberechtigte des Lehrlings von wichtigen Vorkommnissen, die die Ausbildung des minderjährigen Lehrlings betreffen, in Kenntnis setzen.

- Der Lehrberechtigte hat dem Lehrling, der zum Besuch der Berufsschule verpflichtet ist, die zum Schulbesuch erforderliche Zeit freizugeben und ihn zum regelmäßigen Schulbesuch anzuhalten und ihm die zur Ablegung der Lehrabschlussprüfung und der in den Ausbildungsvorschriften vorgesehenen Teilprüfungen erforderliche Zeit freizugeben.

## Pflichten des Lehrlings
- Der Lehrling hat sich zu bemühen, die für die Erlernung des Lehrberufes erforderlichen Fertigkeiten und Kenntnisse zu erwerben und die ihm im Rahmen der Ausbildung übertragenen Aufgaben ordnungsgemäß zu erfüllen.

- Der Lehrling hat die Pflicht Geschäfts- und Betriebsgeheimnisse zu wahren und mit den ihm anvertrauten Werkstoffen, Werkzeugen und Geräten sorgsam umzugehen.

- Der Lehrling muss im Falle einer Erkrankung oder sonstigen Verhinderung den Lehrberechtigten oder den Ausbilder ohne Verzug verständigen oder verständigen lassen.

- Der Lehrling muss dem Lehrberechtigten unverzüglich nach Erhalt das Zeugnis der Berufsschule vorlegen.

## Das Lehrverhältnis
Durch den Eintritt des Lehrlings in die fachliche Ausbildung und Verwendung wird das Lehrverhältnis begründet.

### Der Lehrvertrag
Der Lehrvertrag wird unter Bedachtnahme auf den Zweck der Ausbildung in einem in der Lehrberufsliste angeführten Lehrberuf zwischen dem Lehrberechtigten und dem Lehrling schriftlich abgeschlossen. Ist der Lehrling noch minderjährig, bedarf es der Zustimmung des gesetzlichen Vertreters des Lehrlings. Außerdem muss der Lehrling über Pflichten und Gesetze informiert werden.

### Vorzeitige Auflösung des Lehrverhältnisses
Sowohl der Lehrberechtigte als auch der Lehrling kann während der ersten drei Monate das Lehrverhältnis jederzeit einseitig auflösen. Darüber hinaus muss eine vorzeitige Auflösung des Lehrverhältnisses einvernehmlich erfolgen. Begeht der Lehrling Diebstahl, verletzt trotz wiederholter Ermahnung die Schulpflicht, verrät er Geschäfts- oder Betriebsgeheimnisse, verlässt er unbefugt seinen Lehrplatz oder wird der Lehrling unfähig den Lehrberuf weiter zu erlernen, hat der Lehrberechtigte das Recht das Lehrverhältnis vorzeitig aufzulösen. Kann der Lehrling ohne Schaden für seine Gesundheit das Lehrverhältnis nicht fortsetzen oder verletzt der Lehrberechtigte gröblich seine Pflichten, hat auch der Lehrling das Recht, das Lehrverhältnis vorzeitig aufzulösen.

### Lehrlingsentschädigung
Die Höhe der Lehrlingsentschädigung regelt die kollektive Rechtsgestaltung. Andernfalls richtet sich die Höhe nach der Vereinbarung im Lehrvertrag. Hier gebührt jedenfalls die für gleiche, verwandte oder ähnliche Lehrberufe geltende Lehrlingsentschädigung. Die Lehrlingsentschädigung ist auch für die Dauer der Berufsschule und der Lehrabschlussprüfung weiterzuzahlen. Ist der Lehrling durch Krankheit verhindert hat der Lehrberechtigte bis zur Dauer von vier Wochen die volle Lehrlingsentschädigung und bis zur Dauer von weiteren zwei Wochen den Unterschiedsbetrag zwischen der vollen Lehrlingsentschädigung und dem Krankengeld zu gewähren.

## Lehre 2010
Ziel der BAG-Novelle ist es unter anderem, eine Reihe Modellehrberufe einzuführen und die Anzahl der Basisberufe deutlich zu reduzieren. Dadurch soll die Übersichtlichkeit wesentlich erhöht werden. Durch entsprechende Bereitschaft seitens der Wirtschaft könnten weitere Modullehrberufe geschaffen werden. Die Definition von berufsbereichsübergreifenden Spezialmodulen hätte den Vorteil, dass diese ausgehend von zahlreichen Hauptmodulen besucht werden könnten. Bei Lehrberufen, bei denen die Definition von Spezialmodulen nicht sinnvoll erscheint, wäre die Umwandlung in Schwerpunktlehrberufe überlegenswert. Momentan gibt es eine Reihe von Lehrberufen, in denen bereits seit Jahren keine Lehrlinge mehr ausgebildet werden. Durch Auflösung dieser Lehrberufe könnte die Übersichtlichkeit der Lehrberufslandschaft erhöht werden. 

### Vorteile für Jugendliche
- flexiblere Gestaltung der Ausbildung durch verbesserte und erhöhte Kombinationsmöglichkeiten aufgrund der modularisierten Struktur;
- leichtere Anerkennung von bereits erworbenen Qualifikationen;
- Verbesserung der Übersichtlichkeit des Lehrberufsangebotes durch eine Reduktion der Anzahl der derzeit bestehenden Lehrberufe.

### Vorteile für die Wirtschaft
- bessere Möglichkeiten zur Schaffung spezialisierter Lehrausbildungen nach einer breiten Basisausbildung;
- flexiblere Gestaltung der Ausbildung durch verbesserte und erhöhte Kombinationsmöglichkeit aufgrund der modularisierten Struktur;
- Ermöglichung der Ausbildung für eine größere Anzahl von Unternehmen;
- verbesserte Anpassung der Ausbildung an Branchenbedürfnisse.